# Кан Юн Хо
Кан Юн Хо (кор. 강 준호; 22 червня 1928 — 24 вересня 1990) — південнокорейський боксер, призер Олімпійських ігор 1952.

## Аматорська кар'єра
На літніх Олімпійських іграх 1952 посів третє місце.
- В 1/8 фіналу переміг Фазлоллаха Нікха (Іран) — 3-0
- У чвертьфіналі переміг майбутнього чемпіона світу в напівлегкій вазі Дейві Мура (США) — 2-1
- У півфіналі програв Джону Макнеллі (Ірландія) — 0-3

Кан не отримав медалі, бо на Іграх 1952 не було вручено жодної бронзової медалі, але в 1970 році AIBA та МОК нагородили бронзовими медалями всіх півфіналістів, які програли в олімпійських змаганнях з 1952 по 1968 рік.
Після завершення виступів працював тренером і брав участь у літніх Олімпійських іграх 1968 року та літніх Олімпійських іграх 1972 року як тренер національної збірної Південної Кореї з боксу.